# اسحاقوندان

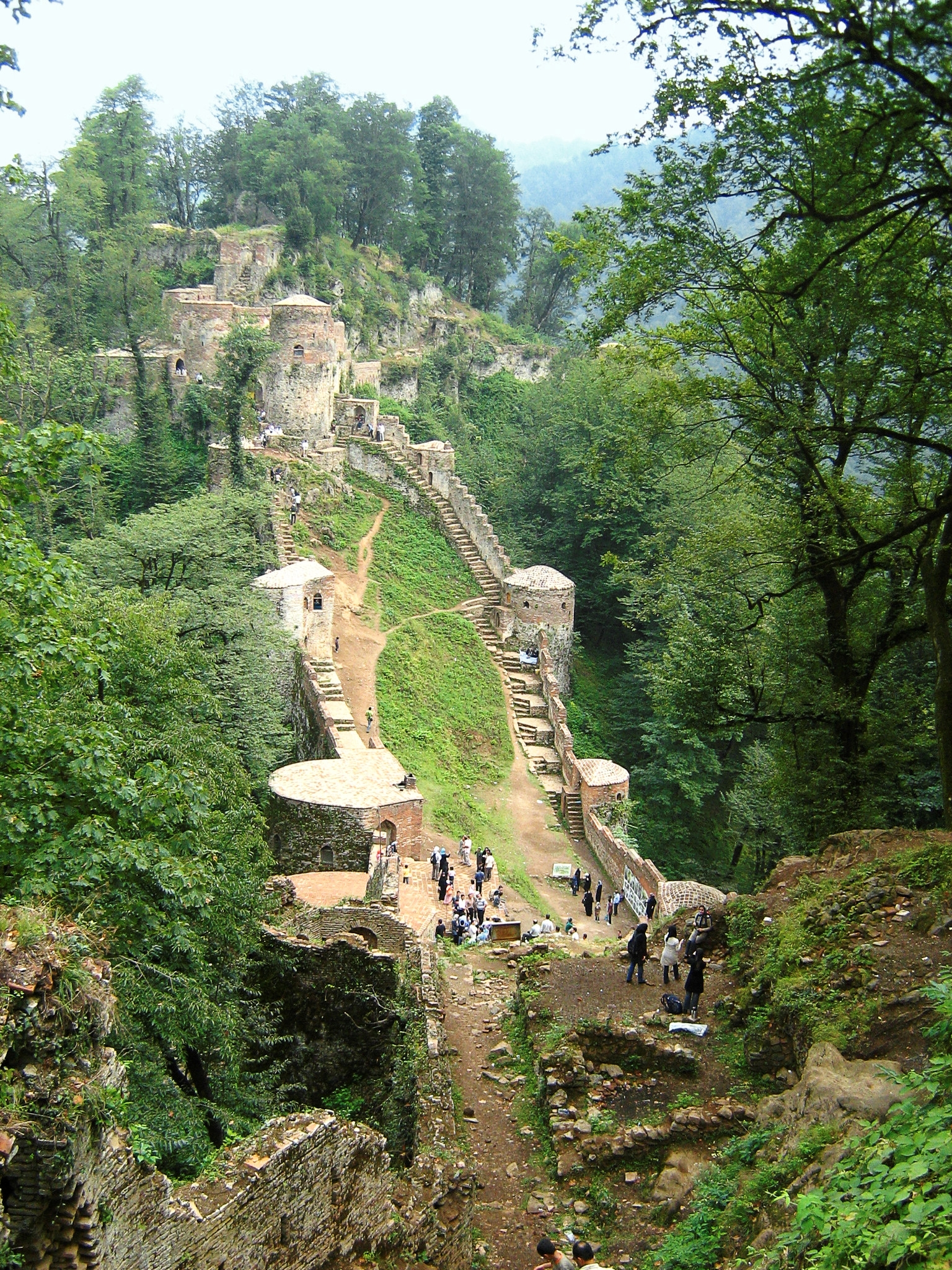
از جمله اقدامات اسحاقوندیان تجدید بنای قلعه رودخان در سال ۹۱۸ تا ۹۲۱ هجری قمری برای سلطان حسام‌الدین امیره دباج بن امیر علاءالدین اسحق بود.

اسحاقوندان یا اسحاقیان خاندانی بودند که در قرون پانزدهم و شانزدهم در بیه پس گیلان به پایتختی فومن حکومت می‌کردند. حسام‌الدین، علاءالدین و امیره دباج (مظفر سلطان) از پادشاهان این خاندان بودند. این خاندان سنی شافعی نسب خود را به ساسانیان می‌رساندند.